# 801
801 (DCCCI) var ett normalår som började en fredag i den julianska kalendern.

## Händelser
- 28 december – Barcelona ockuperas av Ludvig den fromme.

## Födda
- 8 eller 9 september – Ansgar, tysk munk och ärkebiskop, Nordens apostel (troligen detta år) [1].

## Avlidna
- Rabia al-Adawiyya, filosof

### Fotnoter
1. ↑  Det hände i dag